# Tohru Uchida
Tohru Uchida, född 24 augusti 1897, död 27 oktober 1981, var en japansk zoolog. Han erhöll professors titel vid Hokkaido universitet 1932.
Auktorsnamnet Uchida, T. kan användas för Tohru Uchida i samband med ett vetenskapligt namn inom zoologin; se Wikipedia-artiklar som länkar till auktorsnamnet.